# Gustav Giemsa

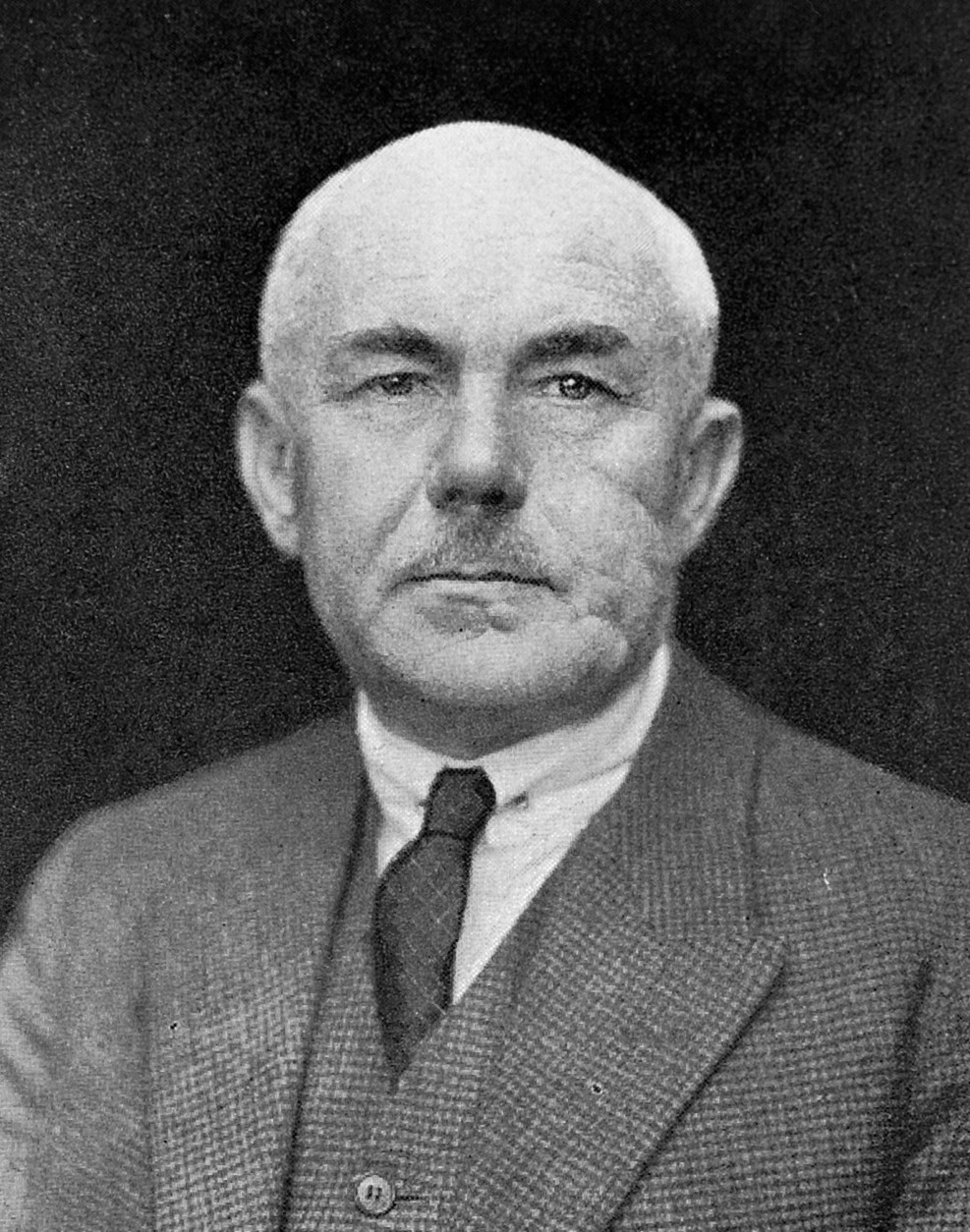
Gustav Giemsa

Gustav Giemsa (* 20. November 1867 in Medar-Blechhammer (Oberschlesien; jetzt Teil der Stadt Kędzierzyn-Koźle); † 10. Juni 1948 in Biberwier) war ein deutscher Chemiker und Bakteriologe.

## Leben und Werk
Giemsa studierte an der Universität Leipzig Pharmazie und Mineralogie und in Berlin Chemie und Bakteriologie. Während seines Studiums wurde er 1893 Mitglied der Landsmannschaft Franconia Leipzig. Zwischenzeitlich arbeitete er von 1895 bis 1898 als Gouvernementsapotheker und -chemiker in Deutsch-Ostafrika. Er wechselte im Jahre 1900 nach Hamburg und übernahm die Chemische Abteilung im neu gegründeten Hamburger Institut für Schiffs- und Tropenkrankheiten, dem heutigen Bernhard-Nocht-Institut für Tropenmedizin. Giemsa erhielt 1914 den Professorentitel verliehen und las ab 1919 über Chemotherapie an der Hamburger Universität.
Sein Arbeitsgebiet war vor allem die Tropenhygiene. Hier forschte er erfolgreich auf dem Gebiet neuer Wirkstoffe und führte neue Therapeutika ein. Die von ihm als Verbesserung der Romanowsky-Färbung entwickelte Giemsa-Färbung für Protozoen trägt seinen Namen und wird noch heute genutzt. Giemsa war Träger der Bernhard-Nocht-Medaille. Im Jahr 1936 wurde er zum Mitglied der Leopoldina gewählt.
Nach der „Machtergreifung“ der Nationalsozialisten trat er zum 1. Mai 1933 der NSDAP bei (Mitgliedsnummer 3.002.940). Am 11. November 1933 gehörte er in Leipzig bei der Festveranstaltung „Mit Adolf Hitler für des deutschen Volkes Ehre, Freiheit und Recht!“ zu den Unterzeichnern des „Bekenntnisses der deutschen Professoren zu Adolf Hitler“.
Seine Alterszeit verbrachte Giemsa ab 1937 in Biberwier/Tirol, wo eine Straße nach ihm benannt ist. 
Er war ein angeheirateter Onkel von Elisabeth Urbancic.